# Medalha Dirac (ICTP)
A Medalha Dirac (em inglês:  Dirac Medal) é concedida pelo Centro Internacional de Física Teórica (ICTP) a pesquisadores com contribuições significativas à física. Homenageia o físico Paul Dirac. Um comitê internacional escolhe o nominado de uma lista, concluída em 15 de abril do ano respectivo. Na data do nascimento de Dirac, 15 de abril, é realizada uma eleição, sendo o escolhido homenageado com uma medalha e US$ 5.000, na data de nascimento de Dirac, 8 de agosto.
A Medalha Dirac da ICTP exclui entre seus contemplados os agraciados com o Nobel de Física, Medalha Fields e Prêmio Wolf. Contudo, diversos medalhista Dirac foram laureados subsequentemente com um destes prêmios.

## Laureados[2]
| Ano  | Nome                                                      | Ano  | Nome                                            | Ano  | Nome                                                   | Ano  | Nome                                              |
| 1985 | Jakov Seldovich Edward Witten                             | 1986 | Yoichiro Nambu Alexander Polyakov               | 1987 | Bryce DeWitt Bruno Zumino                              | 1988 | Efim Fradkin David Gross                          |
| 1989 | Michael Green John Henry Schwarz                          | 1990 | Sidney Coleman Ludvig Faddeev                   | 1991 | Jeffrey Goldstone Stanley Mandelstam                   | 1992 | Nikolai Bogoliubov Yakov Sinai                    |
| 1993 | Sergio Ferrara Daniel Z. Freedman Peter van Nieuwenhuizen | 1994 | Frank Wilczek                                   | 1995 | Michael Berry                                          | 1996 | Tullio Regge Martinus J. G. Veltman               |
| 1997 | Peter Goddard David Olive                                 | 1998 | Stephen Adler Roman Jackiw                      | 1999 | Giorgio Parisi                                         | 2000 | Howard Georgi Jogesh Pati Helen Quinn             |
| 2001 | John Hopfield                                             | 2002 | Alan Guth Andrei Linde Paul Steinhardt          | 2003 | Robert Kraichnan Vladimir Zakharov                     | 2004 | James Bjorken Curtis Callan                       |
| 2005 | Patrick A. Lee Samuel Edwards                             | 2006 | Peter Zoller                                    | 2007 | John Iliopoulos Luciano Maiani                         | 2008 | Juan Maldacena Joseph Polchinski Cumrun Vafa      |
| 2009 | Roberto Car Michele Parrinello                            | 2010 | Nicola Cabibbo George Sudarshan                 | 2011 | Édouard Brézin John Cardy Alexander Zamolodchikov      | 2012 | Duncan Haldane Charles Kane Shoucheng Zhang       |
| 2013 | Tom Kibble James Peebles Martin Rees                      | 2014 | Ashoke Sen Andrew Strominger Gabriele Veneziano | 2015 | Alexei Kitaev Gregory Winthrop Moore Nicholas Read     | 2016 | Nathan Seiberg Michail Schifman Arkady Vainshtein |
| 2017 | Charles Henry Bennett David Deutsch Peter Shor            | 2018 | Subir Sachdev Dam Thanh Son Xiao-Gang Wen       | 2019 | Viatcheslav Mukhanov Alexei Starobinski Rashid Sunyaev | 2020 |                                                   |